# Родионов, Валентин Сергеевич
Валентин Сергеевич Родионов (26 августа 1926 — 21 июня 1993) — передовик советской химической промышленности, старший аппаратчик Саратовского химического комбината Министерства химической промышленности СССР, Герой Социалистического Труда (1966).

## Биография
Родился в 1926 году в селе Гусевка Кирсановского уезда Тамбовской губернии. Русский. Обучился в семилетней школе. 
Во время Великой Отечественной войны служил писарем при штабе дивизии.  
Демобилизовавшись, в 1956 году, переехал жить на постоянное место жительство в Саратов. Трудоустроился на Саратовский завод синтетического спирта, аппаратчиком. Позднее завод переименован в Саратовский химический, ныне ООО "Саратоворгсинтез". 
Указом Президиума Верховного Совета СССР от 28 мая 1966 года за достижение высоких показателей по увеличению выпускаемой химической продукции Валентину Сергеевичу Родионову было присвоено звание Героя Социалистического Труда с вручением ордена Ленина и медали «Серп и Молот».  
Работал на этом предприятии до входа на заслуженный отдых в 1988 году. 
Избирался депутатом районного Совета депутатов Заводского района города Саратова. 
Проживал в городе Саратове. Умер 21 июня 1993 года. Похоронен на Елшанском кладбище города Саратова.

## Награды
За трудовые и боевые успехи был удостоен:
- золотая звезда «Серп и Молот» (28.05.1966)
- орден Ленина (28.05.1966)
- другие медали.